# 5871 Bobbell
Az 5871 Bobbell (ideiglenes jelöléssel 1989 CE2) egy kisbolygó a Naprendszerben. Eleanor F. Helin fedezte fel 1989. február 11-én.